# Památník Karla Havlíčka Borovského
Památník Karla Havlíčka Borovského je památník a muzeum Karla Havlíčka Borovského v Havlíčkově Borové. Nachází se v jeho rodném domě v Havlíčkově ulici č. 163. Založen byl v roce 1931.

## Historie
Dům byl postaven v roce 1818 otcem K. H. Borovského Matějem Havlíčkem, Borovský se v domě v tehdejší Borové narodil v roce 1821, muzeum pak v tomto domě bylo otevřeno v roce 1931, s tím, že součástí domu je i reliéf k památce K. H. Borovského, ten byl na domě odhalen v roce 1862, kdy v obci proběhly první Havlíčkovské slavnosti. V roce 1971 byl rodný dům prohlášen za národní kulturní památku. V roce 2011 byl památník na zimu poprvé za svoji historii uzavřen, uzavření provázely protesty a vzpomínky na to, že památník nebyl uzavřen ani v době komunismu či fašismu.

## Expozice
V památníku je uvedena jedna tradiční stálá expozice, je věnována životu a dílu K. H. Borovského, posléze byly otevřeny další dvě stálé expozice, první se zabývá historií pilota Josefa Stránského a padlých příslušníků z 311. peruti RAF a druhá se zabývá životem sochaře Viktora Dobrovolného. Mezi sbírkovými předměty je např. i vzácná busta Borovského, kterou vytvořil Ladislav Šaloun, tu vytvořil z bílého carrarského mramoru, podstavec busty je vytvořen z červeného mramoru.